# Marvelous Entertainment
Marvelous Entertainment Inc. (株式会社 マーベラスエンターテイメント Kabushiki-gaisha Māberasu Entāteimento?) (MMV) fue una corporación multinacional que producía animación, música, videojuegos y series de televisión. MMV es conocida por su participación en la serie de videojuegos Story of Seasons. En 2011, la empresa se fusionó con AQ Interactive, dando paso a la creación de la empresa Marvelous AQL.

## Operaciones locales
A nivel local, MMV participó en varias formas de entretenimiento, incluida la producción de anime y música por parte de sus dos subsidiarias, Artland y Delfi Sound, respectivamente. Artland es un estudio de animación que produjo varios animes populares, incluido el galardonado Mushishi y el exitoso shōnen Katekyō Hitman Reborn!, mientras que Delfi Sound es un estudio de grabación que participó en la producción de varios álbumes, radionovelas y bandas sonoras desde su establecimiento en 2005. MMV también produjo una serie de series de televisión en vivo, películas y producciones de teatro musical, como el muy popular musical de Prince of Tennis, Tenimyu.

## Fusión con AQ Interactive
En 2011, AQ Interactive se fusionó con Marvelous Entertainment (junto con la empresa de juegos móviles Liveware). La compañía combinada se convirtió en Marvelous AQL Inc., y AQ fue absorbida por las operaciones comerciales de Marvelous.

## Subsidiarias

### Artland, Inc.
Es un estudio de animación establecido el 14 de septiembre de 1978. El 3 de abril de 2006 se convirtió en subsidiaria de Marvelous Entertainment Inc.

### Animation Studio Artland
Animation Studio Artland (株式会社アニメーションスタジオ・アートランド?) es un estudio de animación establecido a través de la división de Artland, Inc. El 15 de noviembre de 2010, Marvelous Entertainment Inc. anunció la separación de la producción de animación de Artland, Inc. en Animation Studio Artland, Inc. como una subsidiaria de propiedad total de Marvelous Entertainment Inc., efectivo el 1 de diciembre de 2010.

### Marvelous Online
Marvelous Online (マーベラス・オンライン?) es una tienda en línea de productos de Marvelous Entertainment Inc. El 2 de mayo de 2009, Marvelous Entertainment Inc. anunció el establecimiento de Marvelous Online.

### Antiguas subsidiarias

#### Runtime, Inc.
Runtime, Inc. (有限会社ランタイム?) fue una empresa de desarrollo de software, producción de videojuegos y producción de CG establecida el 18 de julio de 2001. El 17 de marzo de 2006, Marvelous Entertainment Inc. anunció que Runtime, Inc. se convertiría en una de sus subsidiarias a partir del 3 de abril de 2006. El 28 de enero de 2008, Marvelous Entertainment Inc. anunció que absorbería totalmente a Runtime, Inc. a partir del 1 de abril de 2008.

#### Marvelous Music Publishing, Inc.
Marvelous Music Publishing, Inc. (株式会社マーベラス音楽出版?) era una subsidiaria de propiedad total de Marvelous Entertainment Inc., establecida a partir de los antiguos negocios editoriales y de derechos de autor de su matriz. El 1 de julio de 2001, Marvelous Entertainment Inc. anunció el establecimiento de Marvelous Music Publishing, Inc. El 23 de enero de 2007, Marvelous Entertainment Inc. anunció que Marvelous Music Publishing, Inc. se fusionaría con su empresa matriz a partir del 1 de abril de 2007.

#### Marvelous Liveware Inc.
Marvelous Liveware Inc. (株式会社マーベラスライブウェア?) era una subsidiaria de desarrollo de contenido de Internet para teléfonos móviles de Marvelous Entertainment Inc. El 27 de abril de 2004, Marvelous Entertainment Inc. anunció el establecimiento de la subsidiaria Marvelous Liveware Inc., a partir del 1 de junio de 2004. El 31 de marzo de 2005, Marvelous Entertainment Inc. anunció la venta de Marvelous Liveware a Interspire, inc.

#### Marvelous Interactive Inc.
Marvelous Interactive Inc. (株式会社マーベラスインタラクティブ?) fue un desarrollador y editor de videojuegos, establecido el 3 de agosto de 1970 como Pack-In-Video y luego rebautizado como Victor Interactive Software después de que Victor Entertainment se fusionara con Pack-In-Video el 1 de octubre de 1996. El 24 de marzo de 2003, Marvelous Entertainment Inc. anunció que había adquirido el 55% de las acciones de Victor Interactive Software y que cambiaría el nombre de Victor Interactive Software a Marvelous Interactive Inc., a partir del 31 de marzo de 2003. En el comunicado de prensa, Marvelous Entertainment Inc. informó el establecimiento de Marvelous Interactive Inc. el 1 de octubre de 1996.
El 10 de septiembre de 2003, Marvelous Entertainment Inc. anunció que Marvelous Interactive Inc. se convertiría en una subsidiaria de propiedad total. Cuando Marvelous Entertainment Inc. completó la adquisición de Victor Interactive Software el 31 de marzo de 2003, pasó a llamarse Marvelous Interactive. Con esta adquisición, MMV obtuvo todos los derechos de la popular serie de videojuegos Story of Seasons y otras series de Victor Interactive Software.
El 20 de marzo de 2007, Marvelous Entertainment Inc. anunció que Marvelous Interactive Inc. se fusionaría con su empresa matriz a partir del 30 de junio de 2007.

#### Mad
Mad (株式会社マッド?) era un operador de instalaciones de entretenimiento. El 20 de marzo de 2007, Marvelous Entertainment Inc. anunció un plan de reestructuración que transferiría el negocio de entretenimiento a Atlus, trasladándolo a Mad como una subsidiaria de propiedad total de Marvelous Entertainment Inc., que se establecería el 1 de junio de 2007; los negocios restantes serían operados bajo Marvelous Entertainment Inc. La transferencia también incluyó la venta de las operaciones de entretenimiento de The Third Planet (株式会社ザ・サードプラネット?), a partir del 1 de julio de 2007.
En Atlus, la empresa anunció la absorción de Mad a partir del 1 de septiembre de 2007, concretándose el 3 de septiembre de 2007.

#### Delfi Sound Inc.
Delfi Sound Inc. (株式会社デルファイサウンド?) era una empresa de estudios de grabación, producción de álbumes y sellos musicales. La empresa se estableció el 1 de abril de 2005 como Marvelous Studio Inc. (株式会社マーベラススタジオ?). El 22 de marzo de 2005, Marvelous Entertainment Inc. anunció el establecimiento de la subsidiaria Marvelous Studio Inc., a partir del 1 de abril de 2005. El 22 de enero de 2010, Marvelous Entertainment Inc. anunció la transferencia del 100% de sus acciones de Delfi Sound Inc. a Amuse Capital Inc. (株式会社アミューズキャピタル?), a partir del 29 de enero de 2010.

#### Rising Star Games Limited
Rising Star Games Limited es un editor y distribuidor de videojuegos en Europa y todos los demás territorios PAL. El 24 de diciembre de 2004, Marvelous Entertainment Inc. anunció el establecimiento de una empresa conjunta con Bergsala AB llamada Rising Star Games Limited, con sede en Londres. MMV decidió afianzarse en el mercado europeo primero porque la mayoría de los editores japoneses no se habían centrado realmente en él. Aproximadamente un año después, Rising Star Games y Atari se unieron para comenzar a lanzar videojuegos para Nintendo DS y PlayStation Portable y desde entonces han tenido un gran éxito en Europa. Al 31 de marzo de 2008, Harvest Moon DS logró vender más de 300 000 copias y enviar más de 500 000 copias en todo el continente.
El 22 de enero de 2010, Marvelous Entertainment Inc. anunció la transferencia del 51% restante de las acciones de Rising Star Games Limited a Intergrow Inc., a partir del 29 de enero de 2010.

#### Marvelous Entertainment USA, Inc. (MMV USA)
Marvelous Entertainment USA fue una empresa que funcionaba como representante de Marvelous Entertainment para la publicación de videojuegos en Norteamérica. El 16 de mayo de 2005, Marvelous Entertainment Inc. anunció que había adquirido las acciones de la empresa estadounidense AQ Interactive y que pasaría a llamarse Marvelous Entertainment USA como subsidiaria al 100% de Marvelous Entertainment a partir de mayo de 2005.
El 9 de mayo de 2008, MMV anunció que se asociaría con Xseed Games para coeditar videojuegos en Norteamérica. Las ventas de videojuegos en Norteamérica comenzarían a finales de 2008. El 31 de mayo de 2011, Marvelous Entertainment Inc. anunció la transferencia del 100% de sus acciones de Marvelous Entertainment USA, Inc. a Rising Star Games Limited, a partir del 30 de junio de 2011.